# Tyecsa
A Tyecsa folyó (oroszul: Теча) az Iszety mellékfolyója, 243 km hosszú. Az Iszety – Tobol – Irtis – Ob folyórendszerhez tartozik, amely a Kara-tengerbe vezet.

## Nukleáris szennyezés
A szovjet hatóságok a Majak nukleáris komplexum hűtésére használták a folyót, illetve rendszeresen vezették a komplexum radióaktív hulladékát a Tyecsa folyóba. Több mint 40 faluban 28 000-nél is több lakos élt ez idő tájt közvetlenül a Tyecsa folyó partja mentén. Az utóbbi 45 évben félmillió embert érintett legalább egy vagy több incidens (többek között a komplexumban 1957-ben bekövetkezett robbanás), melyek csak a csernobili atomkatasztrófa következtében a lakosságot ért sugárzáshoz mérhetőek.

## Külső hivatkozások
- Radioactive Contamination of the Techa River and its Effects Archiválva 2017. május 20-i dátummal a Wayback Machine-ben - A Tyecsa folyó radioaktív szennyezettsége és ennek hatásai. Technikai jellegű cikk irodalmi forrásokkkal angolul a Harvard Egyetem weboldalán.